# Sânpaul (Cluj)
Sânpaul oder Sînpaul [sɨnˈpaul] (veraltet Sânpaulul-Unguresc; deutsch Paulsdorf, ungarisch Magyarszentpál oder auch Szentpál) ist eine Gemeinde im Kreis Cluj in der Region Siebenbürgen in Rumänien.

## Geographische Lage

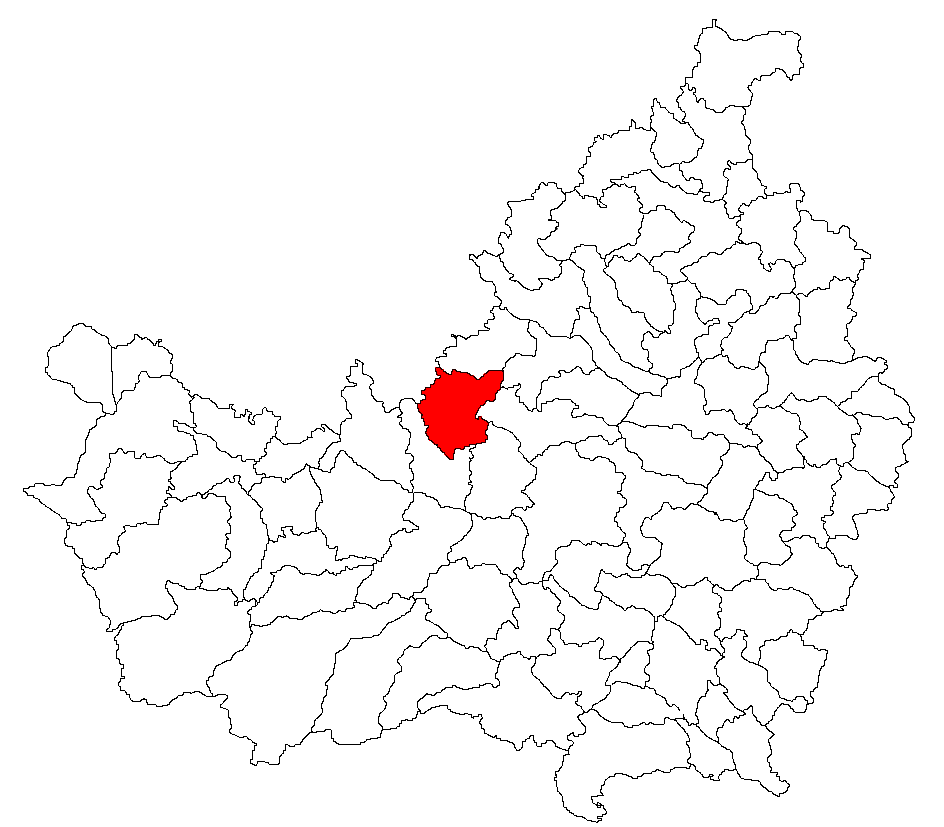
Lage der Gemeinde Sânpaul im Kreis Cluj

Die Gemeinde Sânpaul liegt im Westen des Siebenbürgischen Beckens im Somesch-Hochland (Podișul Someșelor) im Westen des Kreises Cluj. Am Bach Valea Mare und der Nationalstraße Drum național 1F – Teil der Europastraße 81 – befindet sich der Ort Sânpaul 22 Kilometer nordwestlich von der Kreishauptstadt Cluj-Napoca (Klausenburg) entfernt.

## Geschichte
Der Ort Sânpaul wurde erstmals 1295 urkundlich erwähnt. Auf eine Besiedlung des Gemeindeareals bis in die Altsteinzeit, deuten nach Angaben von Márton Roska archäologische Funde bei Cremenea im eingemeindeten Dorf Șardu (ungarisch Magyarsárd). Weitere zahlreiche Funde sowie auch ein Römerweg werden auf dem Areal des eingemeindeten Dorfes verzeichnet. Im eingemeindeten Dorf Mihăiești (ungarisch Nádasszentmihály), auf der Anhöhe von den Einheimischen genannt Piatra Detunată, stand ein Wachturm aus der Römerzeit, dessen Bausteine Mitte des 19. Jahrhunderts zum Bau einer Straße verwendet wurden.
Im Königreich Ungarn gehörte die heutige Gemeinde dem Stuhlbezirk Nádasmente in der Gespanschaft Klausenburg, anschließend dem historischen Kreis Cluj und ab 1950 dem heutigen Kreis Cluj an.

## Bevölkerung
Die Bevölkerung der Gemeinde entwickelte sich wie folgt:
| 1850 | 2.784 | 2.571 | 111 | -  | 102            |
| 1900 | 3.546 | 3.308 | 204 | 32 | 2              |
| 1941 | 4.343 | 3.904 | 216 | 1  | 222            |
| 1992 | 2.693 | 2.441 | 6   | -  | 246            |
| 2002 | 2.563 | 2.219 | 11  | -  | 33             |
| 2011 | 2.382 | 1.873 | 23  | 2  | 484 (Roma 366) |
| 2021 | 2.314 | 1.653 | 15  | -  | 646 (Roma 465) |

Seit 1850 wurde auf dem Gebiet der heutigen Gemeinde die höchste Einwohnerzahl (4348) und die der Magyaren 1941 registriert. Die höchste Einwohnerzahl der Rumänen (4119) wurde 1956, die der Roma 2011 und die der Rumäniendeutschen 1900 ermittelt.

## Sehenswürdigkeiten
- In Sânpaul die Holzkirche Sfinții Arhangheli Mihail și Gavriil, 1722 errichtet, steht unter Denkmalschutz.[8]
- Im eingemeindeten Dorf Berindu (ungarisch Nádasberend) die Holzkirche Inalțarea Domnului, 1752 errichtet, steht unter Denkmalschutz.[8]
- Im eingemeindeten Dorf Sumurducu (ungarisch Szomordok) die Holzkirche Sfinții Arhangheli Mihail și Gavriil, 1715 errichtet, steht unter Denkmalschutz.[8]
- Im eingemeindeten Dorf Șardu die Ruinen einer reformierten Kirche[9] etwa um 1300 errichtet, deren Chor und Sakristei zum Teil noch stehen[4] und die Holzkirche Sfinții Arhangheli Mihail și Gavriil 1752 oder 1800[4] errichtet, stehen unter Denkmalschutz.[8]

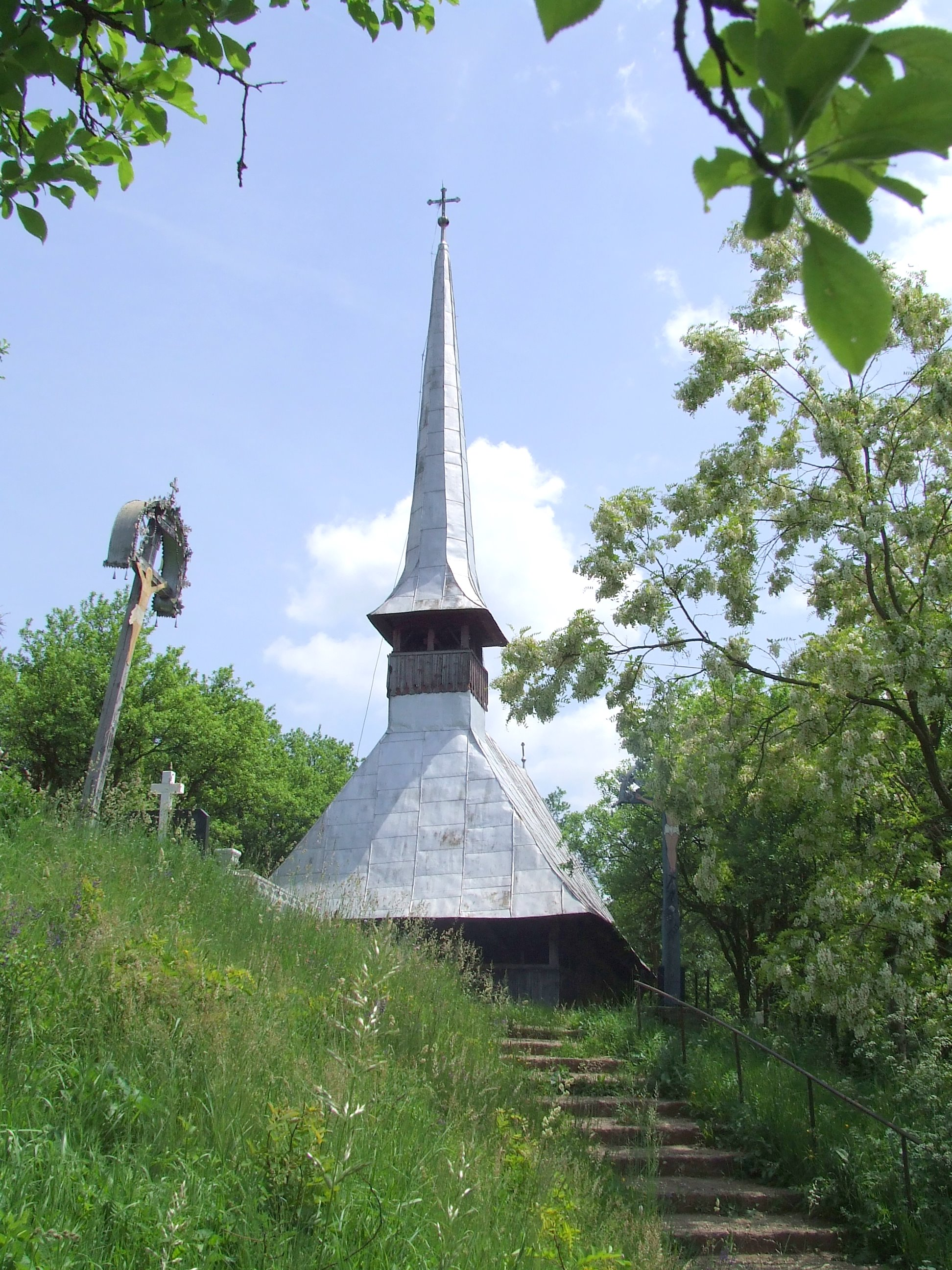
Holzkirche in Sânpaul
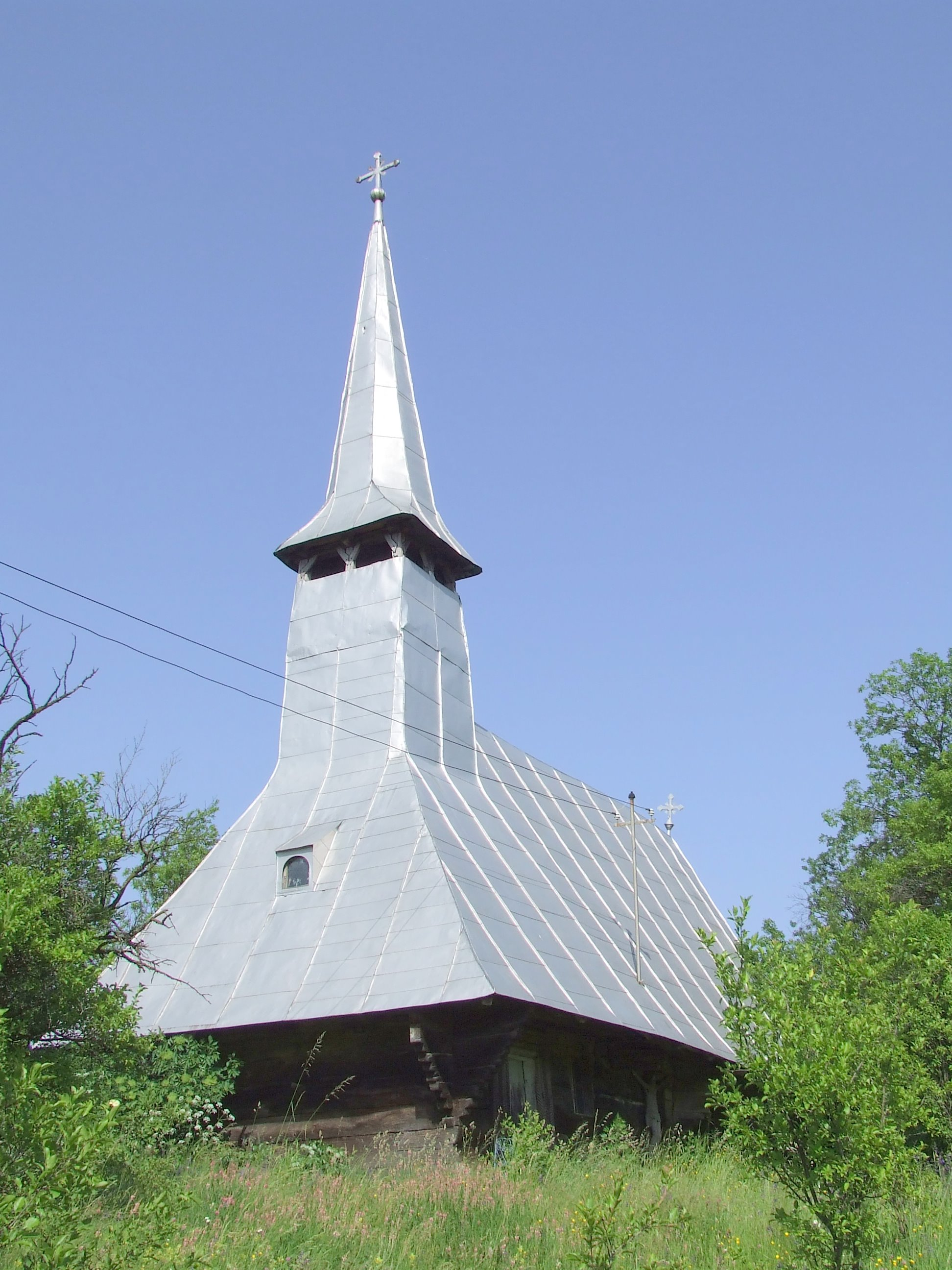
Holzkirche in Șardu
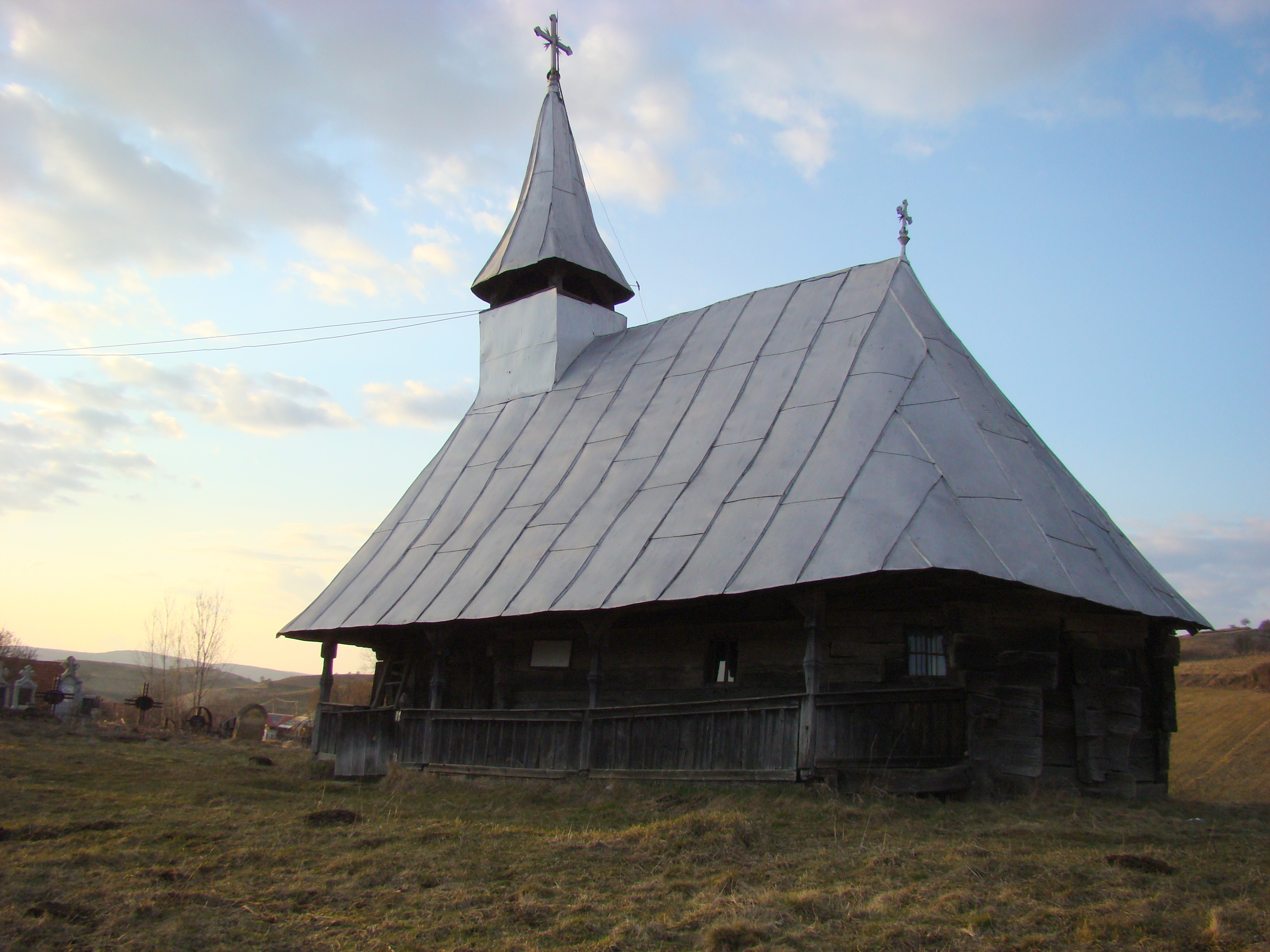
Holzkirche in Sumurducu
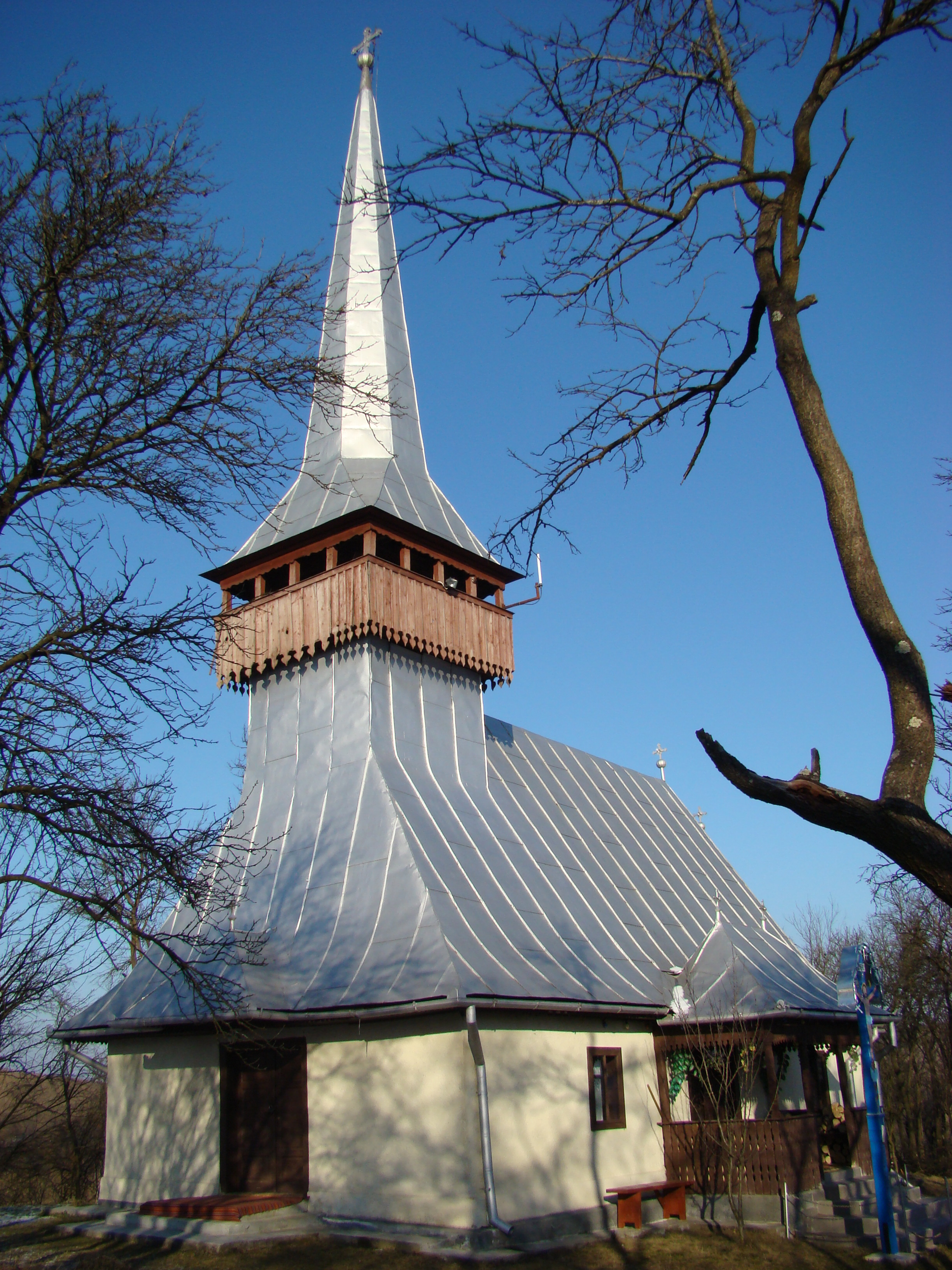
Holzkirche in Mihăiești
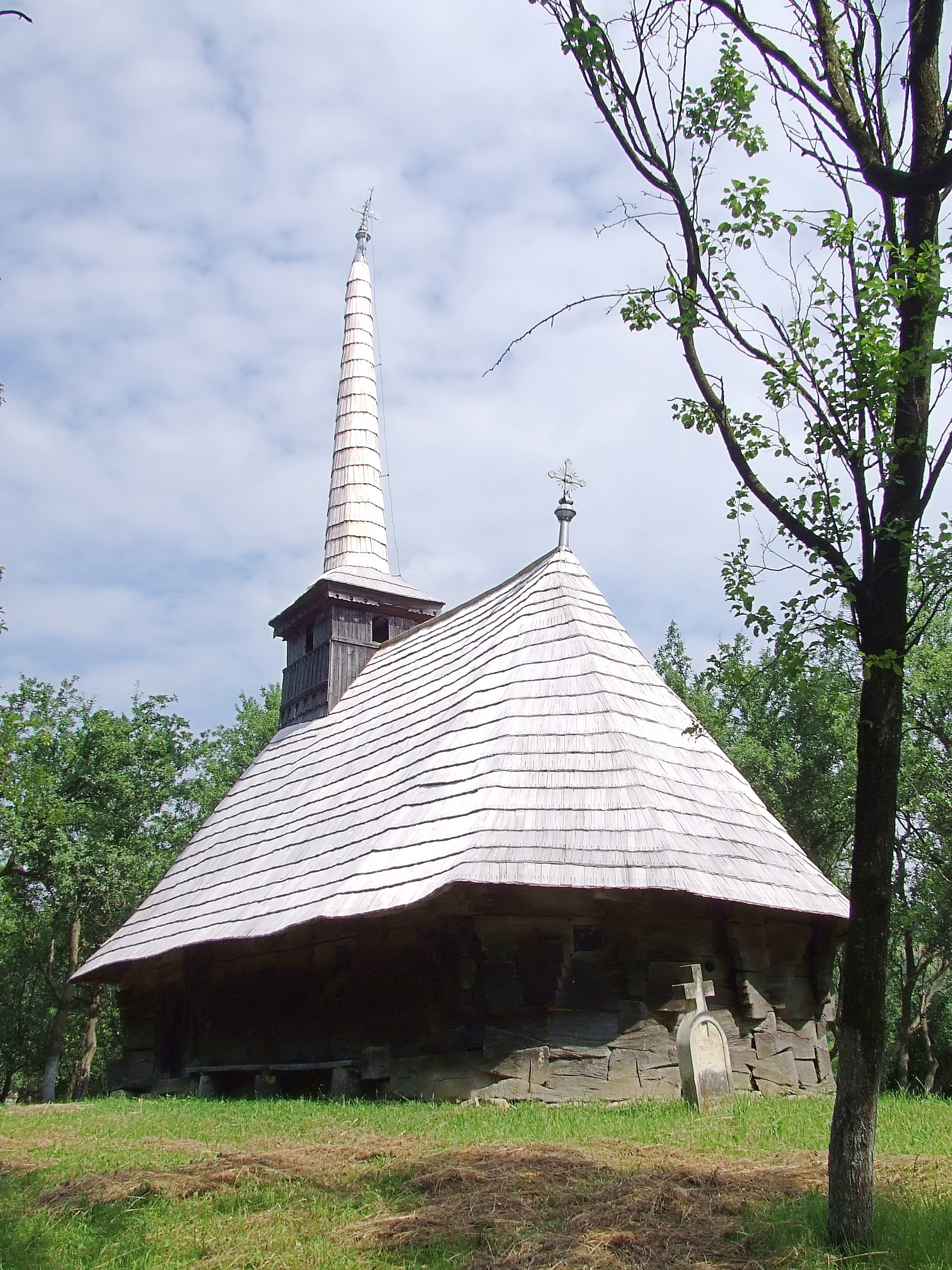
Holzkirche in Berindu

## Persönlichkeit
- Ladislaus Basil Popp (1819–1875), geboren in Berindu, war k. k. wirklicher Geheimer Rath, Präsident beim obersten Gerichtshof in Budapest, Ritter des Ordens der Eisernen Krone II. Klasse, Präsident des Obersten siebenbürgischen Gerichtshofes in Wien.[10][11]